# Palau de Tsaritsyno
Tsaritsyno o Zarícino (en rus: Царицыно). L'antiga hisenda-parc-museu de Tsarítsino es troba a la part sud-oest de Moscou. Gaudeix de fama per la seva rica història i monuments arquitectònics, i és destacat per la bellesa del lloc.

## Història
Explica la història que en els segles xi-xiii ja van viure en aquestes terres els viatichi, descendents d'una de les tribus eslaves assentades en el que després seria sòl rus.
El primer esment per escrit sobre Tsarítsino apareix en els cadastres del segle xvi. En aquell temps, el poblat era propietat de la tsarina Irina, esposa del tsar Teodor I de Rússia i germana de Borís Godunov, i es deia Bogorodskoe. Al segle xvii el poblat Bogorodskoe passa a ser la propietat dels boiars Streshnev, i després dels Golitsin.
Al voltant del palau del boiar, la casta del qual constituïa la noblesa rural de llavors com a vassalls directes del tsar, es van desenvolupar activitats econòmiques importants com l'agricultura, l'horticultura, la ramaderia i la pesca. Bogorodskoe va cobrar celebritat per la pesca en els estanys d'aigua dolça i els molins per produir farina. En un període posterior els vilatans van fomentar la cria de cavalls i l'elaboració artesanal de cervesa.
El 1712 Bogorodskoe va portar el nom de «El Fang Negre» i Pere I el va regalar a Serguei Kantemir, ex hereu del tron de Moldàvia.
Per fi, el 1775 el va comprar Caterina II de Rússia i des de llavors el poblat i la seva rodalia es van anomenar Tsàrskoie Seló ('el poble de la tsarina'). Caterina II va manar aixecar el palau, encarregant-ne el projecte a l'arquitecte rus Basili Bazhenov, membre de les Acadèmies d'Arts de Roma, Bolonya, Florència i Rússia. L'obra havia de simbolitzar, per la mentalitat de l'època, la victòria de Rússia sobre Turquia (1774).
La tsarina desitjava tenir un palau de l'estil maurità-gòtic. Bazhenov utilitzava al mateix temps les formes característiques de l'arquitectura russa antiga, interpretant-la amb desimboltura. L'artista va conjugar la seva arquitectura sonora amb el medi ambient i la natura. Els contemporanis consideraven Tsarítsino com una veritable meravella. Totes les construccions eren de pedra, ostentaven gran profusió d'elements refinadament tallats.
Ja anava a acabar la construcció del conjunt quan van arribar per examinar-lo Caterina II i el príncep Grigori Alexandrovich Potemkin, favorit de la sobirana. El palau no va agradar en absolut a l'emperadriu, que va manar destruir-lo.

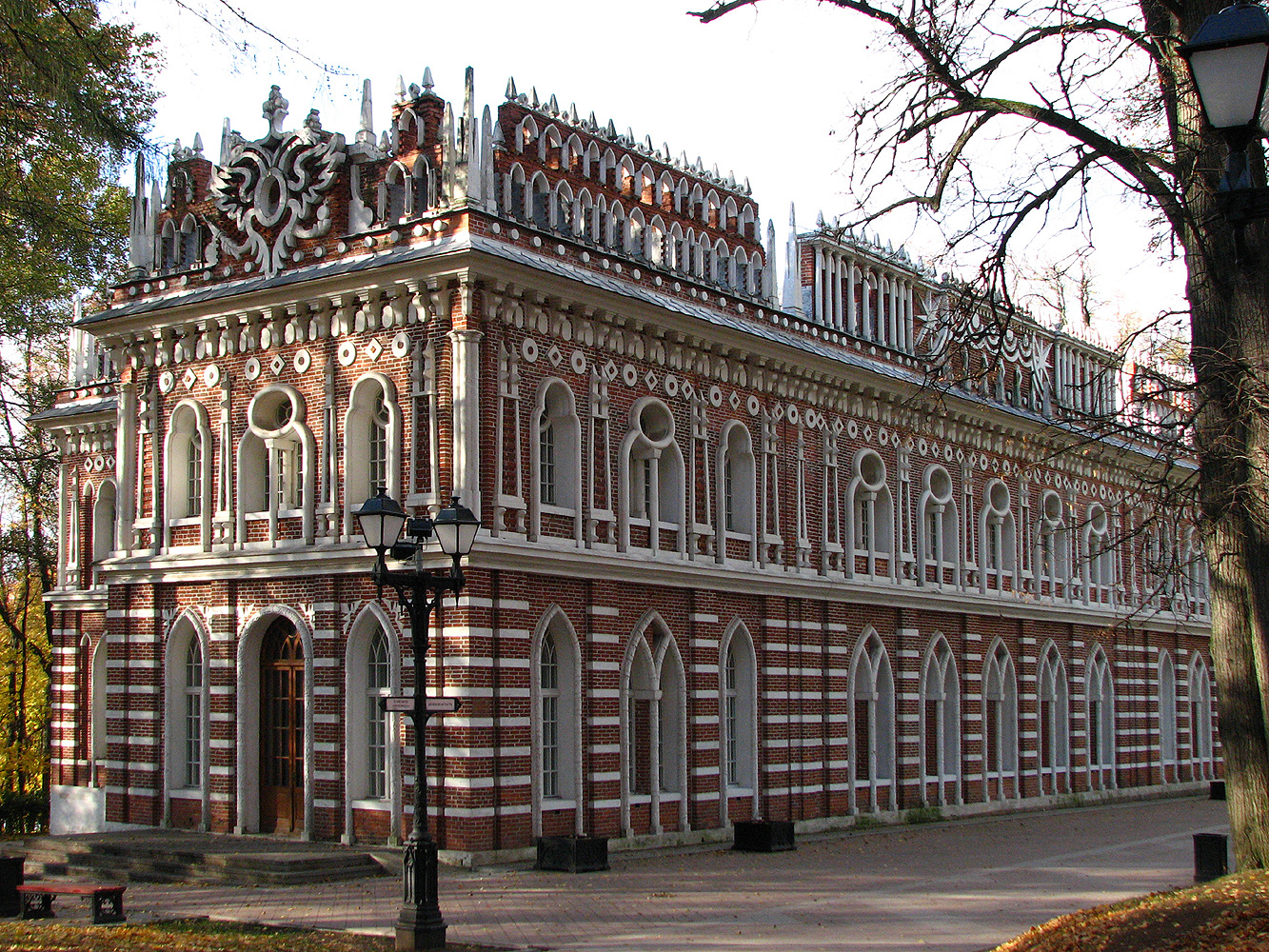
Casa de l'òpera dissenyada per Bazhenov

Encara avui en dia, els arquitectes i crítics d'art no poden explicar el desig irracional de Caterina II. Els historiadors estimen que Bazhenov va caure en desgràcia a causa de la seva amistat amb els francmaçons que envoltaven a Pau, hereu de la corona.
El 1786 es va edificar un nou palau, encarregant els plànols a l'arquitecte Mikhaïl Kazakova. La construcció va durar fins a 1793 i es va quedar sense finalitzar per les dificultats econòmiques que havia provocat la segona guerra amb Turquia (1787-1792).
Des d'aleshores, les construccions de Tsarítsino han quedat incompletes, malmeses seriosament per temps. El parc, amb el temps, va arribar a ser un lloc predilecte de passeig per als moscovites, que se sentien atrets pel romanticisme, pel misteri i romanticisme d'aquest lloc, adornat per nombrosos pavellons i belles ruïnes, tant veritables com construïdes amb aquesta finalitat.
El 1918, la finca Tsarítsino es va posar sota protecció de l'Estat i el 1927 s'hi va inaugurar un museu.